# سنان چالیشکان‌اوغلو
سینان چالیشکان‌اوغلو (ترکی استانبولی: Sinan Çalışkanoğlu؛ زادهٔ ۲۶ ژانویهٔ ۱۹۷۸) هنرپیشه اهل ترکیه است. او همچنین مجری برنامهٔ الین اغلو است.